# Libertà Democratica Rinnovata
Libertà Democratica Rinnovata (in spagnolo: Libertad Democrática Renovada - LIDER) è stato un partito politico guatemalteco di orientamentoconservatore; fondato nel 2010, si è dissolto nel 2016.

## Risultati elettorali
| Elezione          | Voti    | %     | Seggi    |
| ----------------- | ------- | ----- | -------- |
| Parlamentari 2011 | 381.082 | 8,74  | 14 / 158 |
| Parlamentari 2015 | 860.783 | 18,88 | 44 / 158 |